# 2014년 동계 올림픽
2014년 동계 올림픽(영어: 2014 Winter Olympics, XXII Olympic Winter Games, 러시아어: Зимние Олимпийские игры 2014)은 2014년 2월 7일부터 2월 23일까지 러시아 소치에서 개최한 동계 올림픽이다. 일부 종목은 크라스나야폴랴나에 있는 휴양지에서 열렸다.
총 15개 종목의 98개 경기가 치러졌으며, 동계 올림픽과 2014년 동계 패럴림픽 모두 소치 동계 올림픽 조직위원회(SOC)가 조직했다. 소치는 2007년 7월 4일(현지 시간), 과테말라의 과테말라 시에서 열린 제119차 국제 올림픽 위원회 총회에서 2014년 동계 올림픽의 개최 도시로 최종 결정되었다. 소치 동계 올림픽은 1991년 소련의 붕괴 이후 러시아에서 개최된 첫 번째 올림픽이다. 소련은 모스크바에서 개최된 1980년 하계 올림픽의 개최국이었다.
2014년 동계 올림픽의 경기가 치러진 경기장은 두 곳에 위치해 있다. 먼저 올림픽 공원은 흑해 연안에 있는 이메레틴스키 협곡에 건설되었고, 피시트 올림픽 스타디움과 대회가 열리는 실내 경기장들은 올림픽 공원에서부터 걸어갈 수 있는 거리 내에 위치해 있다. 반면 스키처럼 눈을 사용하는 경기는 크라스나야폴랴나에서 열렸다. 대회 준비 과정에서 조직위원들은 개최 지역의 통신, 전력, 교통 인프라를 현대화하는데 집중했다. 원래 대회에 들어가는 비용은 약 120억 달러였으나, 각종 요인들이 비용 증가를 초래하여 510억 달러 이상이 되었다. 이는 역사상 가장 많은 비용이 들어간 올림픽이었던 2008년 베이징 하계 올림픽의 비용 추정치인 440억 달러를 초과하게 되었다.

## 개최지 선정

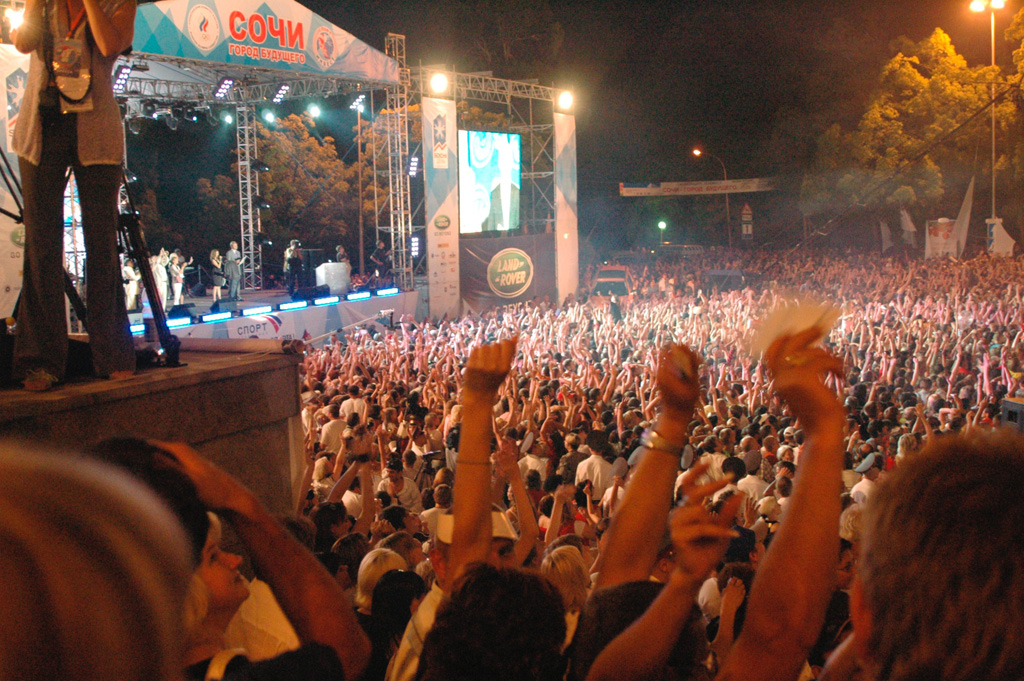
2007년 7월 4일, 소치 주민들이 2014년 동계 올림픽 개최지가 소치로 결정된 것을 축하하고 있다.

소치는 2007년 7월 4일 (현지 시각), 과테말라 과테말라 시에서 열린 제119차 IOC 총회에서 오스트리아의 잘츠부르크, 대한민국의 평창, 그리고 러시아의 소치가 참가한 2014년 동계 올림픽 유치 과정에서 개최지로 결정되었다. 이로써 러시아 연방은 사상 처음으로 동계 올림픽을 유치하게 되었다. 소련은 모스크바 내외에서 개최된 1980년 하계 올림픽의 개최국이었다.
| “ | The International Olympic Committee has the honor of the announcing that the 22nd Olympic Winter Games in 2014 are awarded to the city of 'Sochi.' (국제올림픽위원회는 2014년에 열리는 제 22회 동계 올림픽 개최지로 '소치'로 발표해서 영광입니다.) | ” |

| 후보 도시  | NOC        | 1차 투표 | 2차 투표 |
| 소치       | 러시아     | 34       | 51       |
| 평창       | 대한민국   | 36       | 47       |
| 잘츠부르크 | 오스트리아 | 25       |          |

## 장소
소치의 2월 평균 기온은 8.3 °C (42.8 °F)로 온난 습윤 기후인데, 지금까지 열렸던 동계 올림픽 개최지 중에서 가장 따뜻하다. 이번 2014년 동계 올림픽에서도 12번째 연속으로 흡연을 금지하는 올림픽이며, 모든 경기장, 공원 바, 레스토랑, 공공장소, 대회 중에는 흡연을 금지한다.

### 소치 올림픽 공원 (코스탈 클러스터)

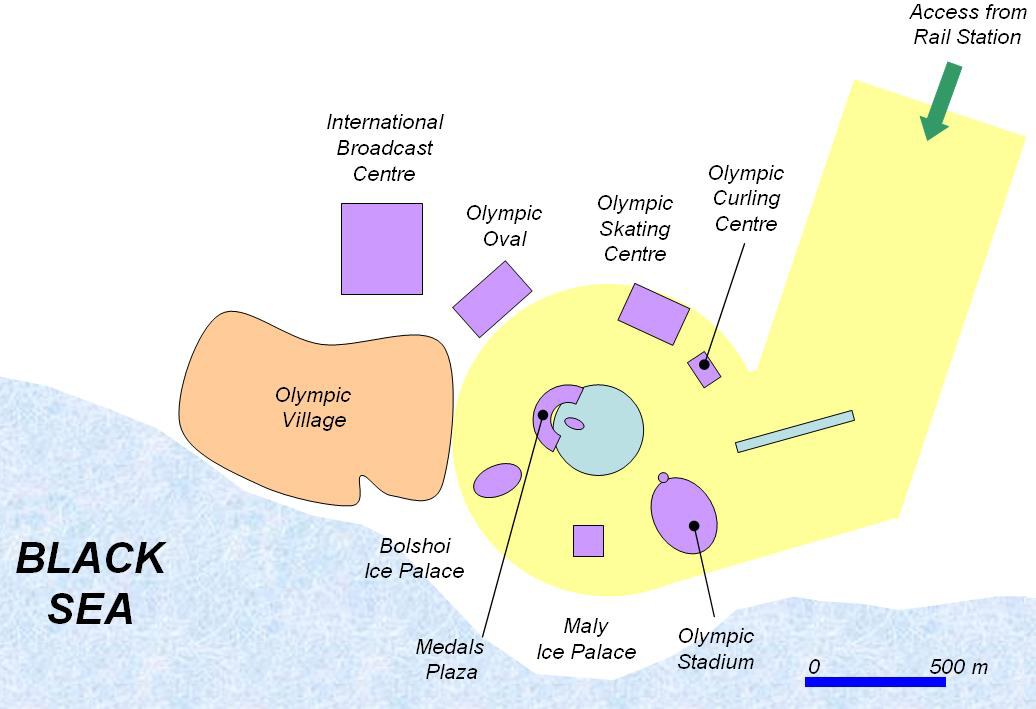
이 그림은 메달스 플라자를 중심으로 이루어진 모든 경기장과 올림픽 공원을 보여주고 있다.

소치 올림픽 공원은 흑해 연안 러시아와 조지아의 국경 지대 4 km (2.5 마일)가량 펼쳐진 이머레틴 벨리에 지어졌다. 모든 경기장은 도보로 이동할 수 있는 거리로 건설되었으며, 메달 플라자는 가운데 물 위에 지어질 예정이다. 다음은 새로 지어진 올림픽 경기장들이다.
- 불쇼이 아이스 플레이스
- 매리 아이스 플레이스
- 소치 올림픽 오벌
- 아들레르 아레나 스케이팅 센터
- 소치 올림픽 컬링 센터
- 피시트 올림픽 스타디움
- 올림픽 마을
- 국제 방송 센터 및 프레스 센터

### 크라스나야폴랴나 (마운틴 클러스터)
- 소치 바이애슬론 및 스키 콤플렉스
- 소치 프리스타일 스킹 센터 및 스노우보드 파크
- 로자 후토르 스키 센터
- 러시아 국가 슬라이딩 센터
- 러시아 국가 스키점프 센터
- 선수촌

## 마케팅

### 마스코트
2011년 2월 27일, 소치 동계 올림픽 조직위원회는 TV 생방송을 통해 9개의 후보작 중 북극곰, 설표, 토끼를 마스코트로 선정했으나 최종 선정된 마스코트 중 하나인 북극곰이 1980년 하계 올림픽의 마스코트인 미샤를 표절했다는 주장이 제기되었다. 블라디미르 푸틴 총리가 이끄는 정당인 통합 러시아의 엠블럼과 닮았다는 주장도 일각에서 제기되었다.

### 기타
특별히 2014년 2월 15일에 치러지는 경기의 우승자에게는 1년 전인 2013년에 러시아 첼랴빈스크주에서 떨어진 운석 조각으로 제작된 특별 금메달인 '운석 금메달'이 수여되었다. 이날에는 총 7명의 우승자가 나왔다.

## 대회 진행

### 성화 봉송
2013년 9월 29일, 올림픽 성화가 고대 올림피아에서 불을 밝히면서 그리스 일주와 러시아로 이동하는 7일간의 여정을 시작했다. 그런 뒤 2013년 10월 7일 모스크바에서 성화 봉송이 시작되어 러시아 내의 83개 도시를 지나가고 개막식이 치러지는 날인 2014년 2월 7일에 소치에 도착했다. 이번 성화 봉송은 서쪽의 칼리닌그라드에서 동쪽의 추콧카까지 러시아의 모든 지역을 지나가는, 총 65,000여 km 거리의 경로를 이동하는 동계올림픽 역사상 가장 긴 거리의 성화 봉송이다.
올림픽 성화는 처음으로 원자력 쇄빙선 (50 렛 포베디)을 통해 북극점에 도달했으며, 러시아의 우주비행사인 올렉 코토프와 세르게이 랴잔스키가 국제우주정거장 바깥에서 성화를 전달하여 사상 처음으로 우주 공간을 지나갔다. 또한 성화봉은 유럽에서 가장 높은 산인 엘브루스 산 정상과, 그 반대로 가장 깊은 시베리아의 바이칼 호수에도 들르기도 했다.

### 개막식
개막식은 2014년 2월 7일 20시 14분에 러시아 크라스노다르 지방 소치에 위치한 피시트 올림픽 스타디움에서 열렸다. 국가별 선수단 입장은 러시아어 키릴 문자의 순서대로 진행되었다.

### 폐막식
폐막식은 2014년 2월 23일 20시 14분에 개막식과 마찬가지로 피시트 올림픽 스타디움에서 열렸다.

### 참가국
이번 대회에서 적어도 한 명이라도 출전 자격을 가진 선수가 있는 국가는 총 88개국이다. 출전 자격을 얻었거나 출전 자격에 위치한 선수 수는 아래의 참가국 옆에 표기해 놓았다. 도미니카 연방, 몰타, 파라과이, 동티모르, 토고, 통가, 짐바브웨 7개국은 이 대회를 통해 동계 올림픽에 처음으로 참가했다.
크리스티나 크론은 지난 대회에 이어 두 번째로 푸에르토리코 대표로 출전할 자격을 얻었으나, 푸에르토리코는 2010년에 했던 것처럼 그녀가 다시 참가하도록 파견시키지 않기로 선택했다. 이와 비슷하게 남아프리카 공화국도 알파인 스키 선수 시브 스필먼을 소치로 파견하지 않기로 결정했다. 알제리 또한 자국에서 유일한 출전 자격이 있는 메흐디-셀림 켈리피를 보내지 않기로 했다.
| \| - 알바니아 (2) - 안도라 (6) - 아르헨티나 (7) - 아르메니아 (4) - 오스트레일리아 (61) - 오스트리아 (130) - 아제르바이잔 (4) - 벨라루스 (26) - 벨기에 (7) - 버뮤다 (1) - 보스니아 헤르체고비나 (5) - 브라질 (13) - 영국령 버진아일랜드 (1) - 불가리아 (18) - 캐나다 (220) - 케이맨 제도 (1) - 칠레 (6) - 중화인민공화국 (66) - 크로아티아 (11) - 키프로스 (2) - 체코 (85) - 덴마크 (12) \| - 도미니카 연방 (2) - 에스토니아 (25) - 핀란드 (103) - 프랑스 (105) - 조지아 (4) - 독일 (153) - 영국 (56) - 그리스 (7) - 홍콩 (1) - 헝가리 (16) - 아이슬란드 (5) - 인도 (3) - 이란 (5) - 아일랜드 (5) - 이스라엘 (5) - 이탈리아 (113) - 자메이카 (2) - 일본 (113) - 카자흐스탄 (52) - 대한민국 (71) - 키르기스스탄 (1) - 라트비아 (58) \| - 레바논 (2) - 리히텐슈타인 (4) - 리투아니아 (9) - 룩셈부르크 (1) - 마케도니아 공화국 (3) - 몰타 (1) - 멕시코 (1) - 몰도바 (5) - 모나코 (4) - 몽골 (2) - 몬테네그로 (2) - 모로코 (2) - 네팔 (1) - 네덜란드 (41) - 뉴질랜드 (15) - 노르웨이 (134) - 파키스탄 (1) - 파라과이 (1) - 페루 (3) - 필리핀 (1) - 폴란드 (59) - 포르투갈 (2) \| - 루마니아 (24) - 러시아 (225) (개최국) - 산마리노 (2) - 세르비아 (8) - 슬로바키아 (62) - 슬로베니아 (66) - 스페인 (20) - 스웨덴 (106) - 스위스 (168) - 중화 타이베이 (3) - 타지키스탄 (1) - 태국 (2) - 동티모르 (1) - 토고 (2) - 통가 (1) - 튀르키예 (6) - 우크라이나 (43) - 미국 (230) - 우즈베키스탄 (3) - 베네수엘라 (1) - 미국령 버진아일랜드 (1) - 짐바브웨 (1) \| | | | |
| - 알바니아 (2) - 안도라 (6) - 아르헨티나 (7) - 아르메니아 (4) - 오스트레일리아 (61) - 오스트리아 (130) - 아제르바이잔 (4) - 벨라루스 (26) - 벨기에 (7) - 버뮤다 (1) - 보스니아 헤르체고비나 (5) - 브라질 (13) - 영국령 버진아일랜드 (1) - 불가리아 (18) - 캐나다 (220) - 케이맨 제도 (1) - 칠레 (6) - 중화인민공화국 (66) - 크로아티아 (11) - 키프로스 (2) - 체코 (85) - 덴마크 (12) | - 도미니카 연방 (2) - 에스토니아 (25) - 핀란드 (103) - 프랑스 (105) - 조지아 (4) - 독일 (153) - 영국 (56) - 그리스 (7) - 홍콩 (1) - 헝가리 (16) - 아이슬란드 (5) - 인도 (3) - 이란 (5) - 아일랜드 (5) - 이스라엘 (5) - 이탈리아 (113) - 자메이카 (2) - 일본 (113) - 카자흐스탄 (52) - 대한민국 (71) - 키르기스스탄 (1) - 라트비아 (58) | - 레바논 (2) - 리히텐슈타인 (4) - 리투아니아 (9) - 룩셈부르크 (1) - 마케도니아 공화국 (3) - 몰타 (1) - 멕시코 (1) - 몰도바 (5) - 모나코 (4) - 몽골 (2) - 몬테네그로 (2) - 모로코 (2) - 네팔 (1) - 네덜란드 (41) - 뉴질랜드 (15) - 노르웨이 (134) - 파키스탄 (1) - 파라과이 (1) - 페루 (3) - 필리핀 (1) - 폴란드 (59) - 포르투갈 (2) | - 루마니아 (24) - 러시아 (225) (개최국) - 산마리노 (2) - 세르비아 (8) - 슬로바키아 (62) - 슬로베니아 (66) - 스페인 (20) - 스웨덴 (106) - 스위스 (168) - 중화 타이베이 (3) - 타지키스탄 (1) - 태국 (2) - 동티모르 (1) - 토고 (2) - 통가 (1) - 튀르키예 (6) - 우크라이나 (43) - 미국 (230) - 우즈베키스탄 (3) - 베네수엘라 (1) - 미국령 버진아일랜드 (1) - 짐바브웨 (1) |

| - 알바니아 (2) - 안도라 (6) - 아르헨티나 (7) - 아르메니아 (4) - 오스트레일리아 (61) - 오스트리아 (130) - 아제르바이잔 (4) - 벨라루스 (26) - 벨기에 (7) - 버뮤다 (1) - 보스니아 헤르체고비나 (5) - 브라질 (13) - 영국령 버진아일랜드 (1) - 불가리아 (18) - 캐나다 (220) - 케이맨 제도 (1) - 칠레 (6) - 중화인민공화국 (66) - 크로아티아 (11) - 키프로스 (2) - 체코 (85) - 덴마크 (12) | - 도미니카 연방 (2) - 에스토니아 (25) - 핀란드 (103) - 프랑스 (105) - 조지아 (4) - 독일 (153) - 영국 (56) - 그리스 (7) - 홍콩 (1) - 헝가리 (16) - 아이슬란드 (5) - 인도 (3) - 이란 (5) - 아일랜드 (5) - 이스라엘 (5) - 이탈리아 (113) - 자메이카 (2) - 일본 (113) - 카자흐스탄 (52) - 대한민국 (71) - 키르기스스탄 (1) - 라트비아 (58) | - 레바논 (2) - 리히텐슈타인 (4) - 리투아니아 (9) - 룩셈부르크 (1) - 마케도니아 공화국 (3) - 몰타 (1) - 멕시코 (1) - 몰도바 (5) - 모나코 (4) - 몽골 (2) - 몬테네그로 (2) - 모로코 (2) - 네팔 (1) - 네덜란드 (41) - 뉴질랜드 (15) - 노르웨이 (134) - 파키스탄 (1) - 파라과이 (1) - 페루 (3) - 필리핀 (1) - 폴란드 (59) - 포르투갈 (2) | - 루마니아 (24) - 러시아 (225) (개최국) - 산마리노 (2) - 세르비아 (8) - 슬로바키아 (62) - 슬로베니아 (66) - 스페인 (20) - 스웨덴 (106) - 스위스 (168) - 중화 타이베이 (3) - 타지키스탄 (1) - 태국 (2) - 동티모르 (1) - 토고 (2) - 통가 (1) - 튀르키예 (6) - 우크라이나 (43) - 미국 (230) - 우즈베키스탄 (3) - 베네수엘라 (1) - 미국령 버진아일랜드 (1) - 짐바브웨 (1) |

| 지난 대회에는 참가했지만 이번 대회에서 불참한 국가                                          | 지난 대회에는 불참했지만 이번 대회에서 참가한 국가 |
| ------------------------------------------------------------------------------------------- | --- |
| 알제리 · 콜롬비아 · 에티오피아 · 가나 · 조선민주주의인민공화국 · 세네갈 · 남아프리카 공화국 | 영국령 버진아일랜드 · 도미니카 연방 · 룩셈부르크 · 몰타 · 파라과이 · 필리핀 · 태국 · 동티모르 · 토고 · 통가 · 베네수엘라 · 미국령 버진아일랜드 · 짐바브웨 |

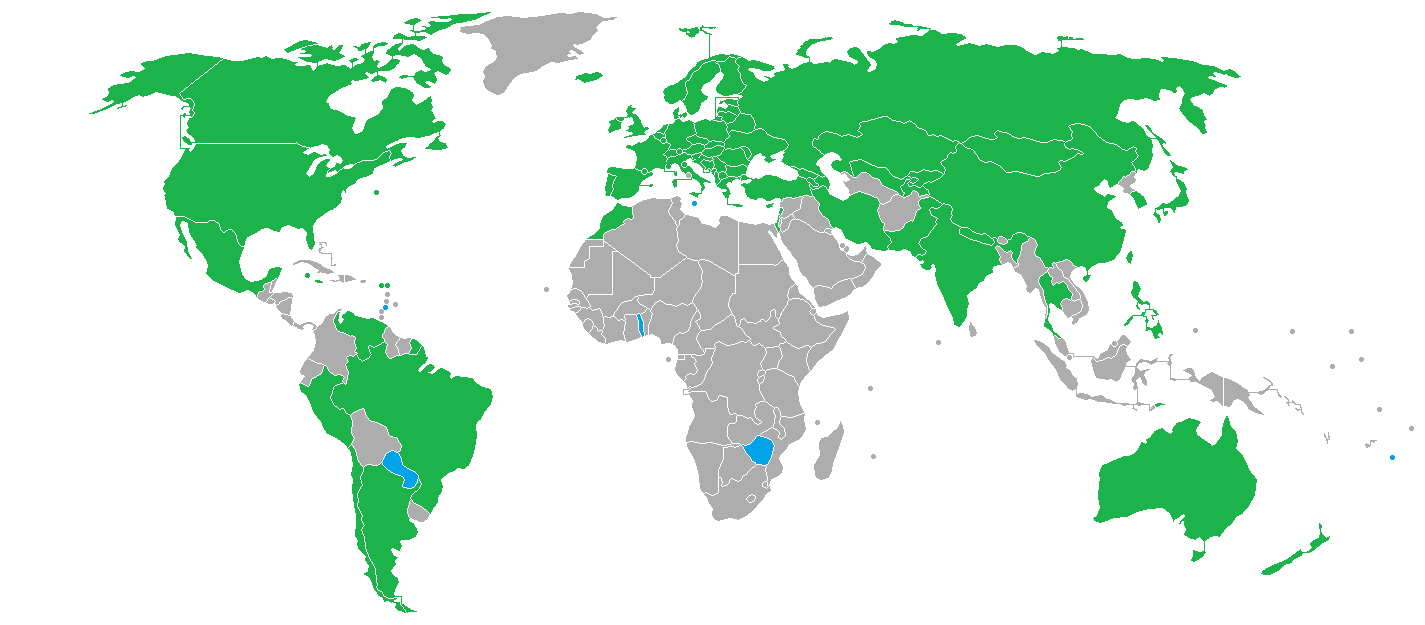
참가국 (출전 경력 있음)
참가국 (출전 경력 없음)
불참국

- 인도 선수단은 올림픽기를 앞세우고 올림픽 독립 선수단 명의로 참가하였다. 인도는 2012년 12월 인도 올림픽 협회의 선거 과정을 이유로 회원 자격을 무기한 정지당했다.[25] 2014년 2월 11일, IOC가 인도 올림픽 협회에 대한 제재를 철회하여 인도라는 이름과 인도의 국기를 달고 경기에 참석할 수 있게 되었다.

#### 국가의 집
대회가 열리는 동안 일부 참가국들은 서포터, 선수, 그 외 응원객들을 위한 만남의 장소인 '내셔널 하우스 (national house)', 즉 국가의 집을 운영하게 된다. 이 집들은 방문자들이 자유롭게 입장하도록 하거나 초대된 사람만 입장하도록 제한해 놓았다.
| 국가       | 위치                                      | 이름                                                    | 웹사이트                           |
| ---------- | ----------------------------------------- | ------------------------------------------------------- | ---------------------------------- |
| 오스트리아 | 산악 클러스터                             | 오스트리아 티롤 하우스 (Austria Tirol House)            | 2014년 동계 올림픽 - 공식 웹사이트 |
| 프랑스     | 고르나야 카루셀 (해안 클러스터)           | 클럽 프랑스 (Club France)                               | 2014년 동계 올림픽 - 공식 웹사이트 |
| 독일       | 크라스나야폴랴나 (산악 클러스터)          | 독일 하우스 (German House)                              | 2014년 동계 올림픽 - 공식 웹사이트 |
| 일본       | 올림픽 파크 (해안 클러스터)               | 일본 하우스 (Japan House)                               |                                    |
| 네덜란드   | 아지무트 호텔 리조트 (산악 클러스터 근처) | 홀란드 하이네켄 하우스 (Holland Heineken House)         | 2014년 동계 올림픽 - 공식 웹사이트 |
| 러시아     | 올림픽 파크 (해안 클러스터)               | 러시아 NOC 환대의 집 (NOC Hospitality Houses of Russia) |                                    |
| 슬로바키아 | 소치 철도역                               | 슬로박 포인트 (Slovak Point)                            |                                    |
| 대한민국   | 올림픽 파크 (해안 클러스터)               | 2018 평창 코리아 하우스 (비공식)                        |                                    |
| 스위스     | 올림픽 파크 (해안 클러스터)               | 스위스의 집 (House of Switzerland)                      | 2014년 동계 올림픽 - 공식 웹사이트 |
| 미국       | 올림픽 파크 (해안 클러스터)               | USA 하우스 (USA House)                                  |                                    |

### 정식 종목

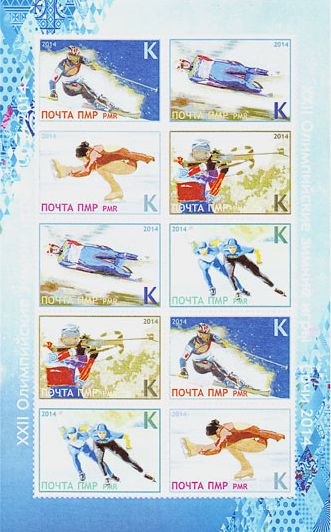
프리드네스트로비에의 소치 동계 올림픽 우표 세트 (2014).

2014년 동계 올림픽에는 7개의 스포츠에 15개의 세부 종목, 98번의 경기가 치러졌다. 스케이팅 종목에는 피겨 스케이팅, 스피드 스케이팅, 쇼트트랙 등 3개의 세부 종목이 있다. 스키 종목에는 알파인 스키, 크로스컨트리 스키, 프리스타일 스키, 노르딕 복합, 스키점프, 스노보드 등 6개의 세부 종목이 있다. 봅슬레이 종목에는 봅슬레이, 스켈레톤 등 2개의 세부 종목이 있으며, 그 외의 세부 종목에는 바이애슬론, 컬링, 아이스하키, 루지 등 4개가 있다. 총 12개의 경기가 새로 추가되어 치러지게 되어 이번 대회는 가장 기간이 긴 동계올림픽이 될 예정이다. 괄호 안의 숫자는 각 세부 종목 내에서 치러지는 결승전의 수, 즉 금메달 수를 말한다.
- 노르딕 복합 (3)
- 루지 (4)
- 바이애슬론 (11)
- 봅슬레이 (3)
- 쇼트트랙 (8)
- 스노보드 (10)
- 스켈레톤 (2)
- 스키점프 (4)
- 스피드 스케이팅 (12)
- 아이스하키 (2)
- 알파인 스키 (10)
- 컬링 (2)
- 크로스컨트리 스키 (12)
- 프리스타일 스키 (10)
- 피겨스케이팅 (5)

### 일정
아래의 일정표에서 푸른색 상자는 그 날에 예선 경기와 같은 시합이 한번 또는 그 이상 치러진다는 것을 나타낸다. 노란색 상자는 그 종목의 순위 결정전, 즉 결승전을 나타내며 상자 안의 숫자는 그날 치러지는 결승전 경기의 횟수를 나타낸다.
| ● | 개회식 |  | 예선경기 | 1 | 순위결정전 |  | 갈라쇼 | ● | 폐회식 |

| 2월            | 2월            | 6 목 | 7 금 | 8 토 | 9 일 | 10 월 | 11 화 | 12 수 | 13 목 | 14 금 | 15 토 | 16 일 | 17 월 | 18 화 | 19 수 | 20 목 | 21 금 | 22 토 | 23 일 | 금메달 수 |
| -------------- | -------------- | ---- | ---- | ---- | ---- | ----- | ----- | ----- | ----- | ----- | ----- | ----- | ----- | ----- | ----- | ----- | ----- | ----- | ----- | --------- |
| 행사           | 행사           |      | ●    |      |      |       |       |       |       |       |       |       |       |       |       |       |       |       | ●     |           |
| 알파인 스키    | 알파인 스키    |      |      |      | 1    | 1     |       | 1     |       | 1     | 1     | 1     |       | 1     | 1     |       | 1     | 1     |       | 10        |
| 바이애슬론     | 바이애슬론     |      |      | 1    | 1    | 1     | 1     |       | 1     | 1     |       | 1     | 1     |       | 1     |       | 1     | 1     |       | 11        |
| 봅슬레이       | 봅슬레이       |      |      |      |      |       |       |       |       |       |       |       | 1     |       | 1     |       |       |       | 1     | 3         |
| 크로스컨트리   | 크로스컨트리   |      |      | 1    | 1    |       | 2     |       | 1     | 1     | 1     | 1     |       |       | 2     |       |       | 1     | 1     | 12        |
| 컬링           | 컬링           |      |      |      |      |       |       |       |       |       |       |       |       |       |       | 1     | 1     |       |       | 2         |
| 피겨스케이팅   | 피겨스케이팅   |      |      |      | 1    |       |       | 1     |       | 1     |       |       | 1     |       |       | 1     |       |       |       | 5         |
| 프리스타일     | 프리스타일     |      |      | 1    |      | 1     | 1     |       | 1     | 1     |       |       | 1     | 1     |       | 2     | 1     |       |       | 10        |
| 아이스하키     | 아이스하키     |      |      |      |      |       |       |       |       |       |       |       |       |       |       | 1     |       |       | 1     | 2         |
| 루지           | 루지           |      |      |      | 1    |       | 1     | 1     | 1     |       |       |       |       |       |       |       |       |       |       | 4         |
| 노르딕복합     | 노르딕복합     |      |      |      |      |       |       | 1     |       |       |       |       |       | 1     |       | 1     |       |       |       | 3         |
| 쇼트트랙       | 쇼트트랙       |      |      |      |      | 1     |       |       | 1     |       | 2     |       |       | 1     |       |       | 3     |       |       | 8         |
| 스켈레톤       | 스켈레톤       |      |      |      |      |       |       |       |       | 1     | 1     |       |       |       |       |       |       |       |       | 2         |
| 스키점프       | 스키점프       |      |      |      | 1    |       | 1     |       |       |       | 1     |       | 1     |       |       |       |       |       |       | 4         |
| 스노보드       | 스노보드       |      |      | 1    | 1    |       | 1     | 1     |       |       |       | 1     | 1     |       | 2     |       |       | 2     |       | 10        |
| 스피드스케이팅 | 스피드스케이팅 |      |      | 1    | 1    | 1     | 1     | 1     | 1     |       | 1     | 1     |       | 1     | 1     |       |       | 2     |       | 12        |
| 경기 수        | 경기 수        |      |      | 5    | 8    | 5     | 8     | 6     | 6     | 6     | 7     | 5     | 6     | 5     | 8     | 6     | 7     | 7     | 3     | 98        |
| 누적 경기 총합 | 누적 경기 총합 |      |      | 5    | 13   | 18    | 26    | 32    | 38    | 44    | 51    | 56    | 62    | 67    | 75    | 81    | 88    | 95    | 98    |           |
| 2월            | 2월            | 6 목 | 7 금 | 8 토 | 9 일 | 10 월 | 11 화 | 12 수 | 13 목 | 14 금 | 15 토 | 16 일 | 17 월 | 18 화 | 19 수 | 20 목 | 21 금 | 22 토 | 23 일 | 금메달 수 |

## 메달 집계

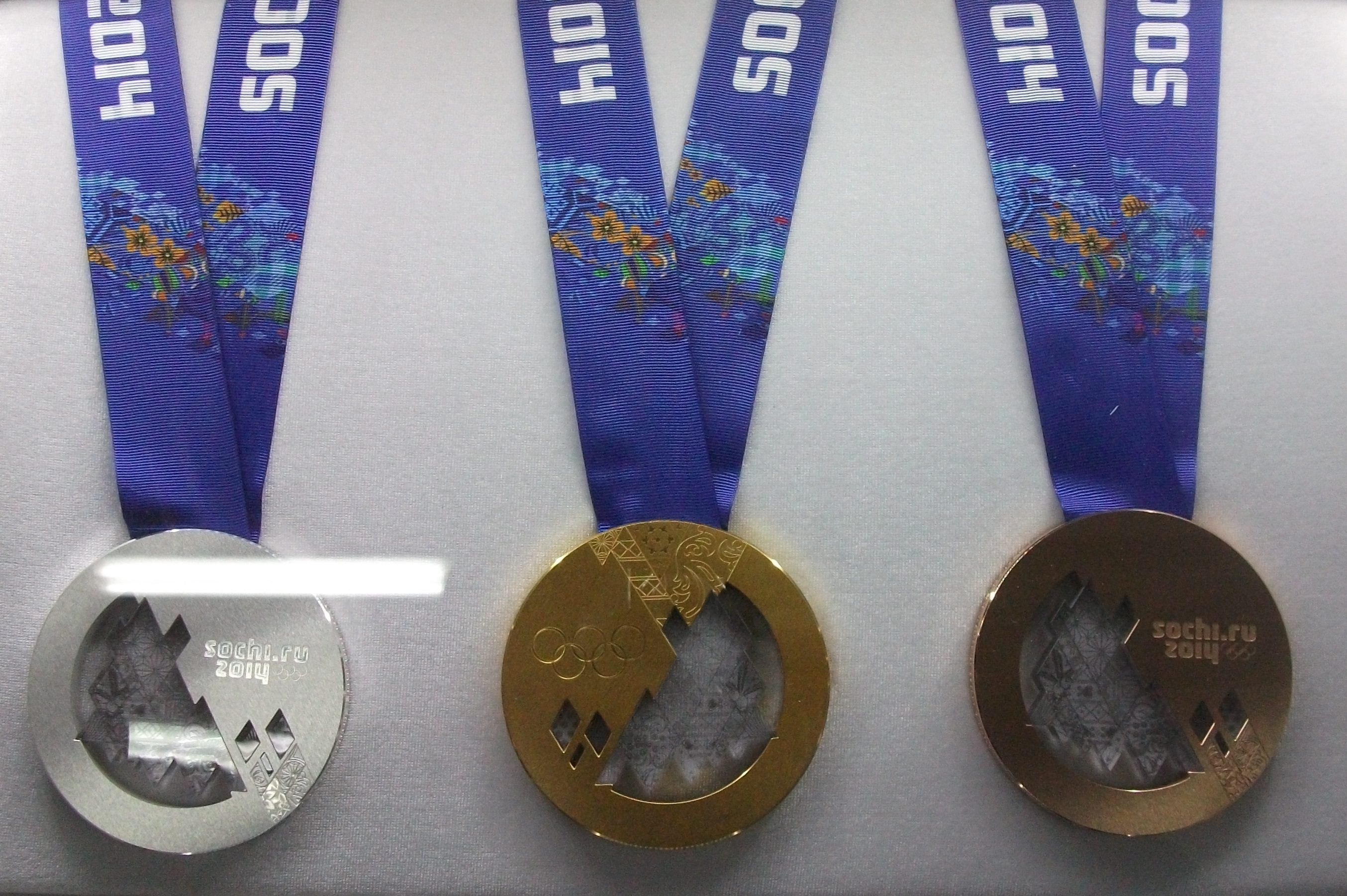
2014년 동계 올림픽의 메달

최종 집계
| 순위 | 국가                 | 금메달 | 은메달 | 동메달 | 합계 |
| ---- | -------------------- | ------ | ------ | ------ | ---- |
| 1    | 노르웨이 (NOR)       | 11     | 6      | 9      | 26   |
| 2    | 러시아 (RUS)         | 10     | 10     | 9      | 29   |
| 3    | 캐나다 (CAN)         | 10     | 10     | 5      | 25   |
| 4    | 미국 (USA)           | 9      | 9      | 10     | 28   |
| 5    | 네덜란드 (NED)       | 8      | 7      | 9      | 24   |
| 6    | 독일 (GER)           | 8      | 6      | 5      | 19   |
| 7    | 스위스 (SUI)         | 7      | 2      | 2      | 11   |
| 8    | 벨라루스 (BLR)       | 5      | -      | 1      | 6    |
| 9    | 오스트리아 (AUT)     | 4      | 8      | 5      | 17   |
| 10   | 프랑스 (FRA)         | 4      | 4      | 7      | 15   |
| 11   | 폴란드 (POL)         | 4      | 1      | 1      | 6    |
| 12   | 중화인민공화국 (CHN) | 3      | 4      | 2      | 9    |
| 13   | 대한민국 (KOR)       | 3      | 3      | 2      | 8    |
| 14   | 스웨덴 (SWE)         | 2      | 7      | 6      | 15   |
| 15   | 체코 (CZE)           | 2      | 4      | 3      | 9    |
| 16   | 슬로베니아 (SLO)     | 2      | 2      | 4      | 8    |
| 17   | 일본 (JPN)           | 1      | 4      | 3      | 8    |
| 18   | 핀란드 (FIN)         | 1      | 3      | 1      | 5    |
| 19   | 라트비아 (LAT)       | 1      | 1      | 3      | 5    |
| 20   | 영국 (GBR)           | 1      | 1      | 3      | 5    |
| 21   | 우크라이나 (UKR)     | 1      | -      | 1      | 2    |
| 22   | 슬로바키아 (SVK)     | 1      | -      | -      | 1    |
| 23   | 이탈리아 (ITA)       | -      | 2      | 6      | 8    |
| 24   | 오스트레일리아 (AUS) | -      | 2      | 1      | 3    |
| 25   | 크로아티아 (CRO)     | -      | 1      | -      | 1    |
| 26   | 카자흐스탄 (KAZ)     | -      | -      | 1      | 1    |

## 방송
- 브라질 – 헤지 글로부, 헤지 밴데이란트, 헤지 레콘드
- 유럽 연합 – 스포츠파이브
- 영국 – BBC
- 프랑스 – TF1, FR2, FR3
- 독일 – ARD, ZDF
- 이탈리아 – 스카이 이탈리아
- 노르웨이 – TV 2
- 일본 - NHK, 아사히TV, FNN
- 대한민국 - KBS 1TV, KBS 2TV, KBS 24시 뉴스, MBC TV, SBS TV
- 홍콩 – TVB
- 스페인 – TVE
- 스웨덴 – MTG
- 튀르키예 – FOX
- 미국 – NBC
- 중국 – CCTV
- 러시아 – C1R, VGTRK, NTV Plus
- 캐나다 - CTV, CBC

## 대회 이모저모
- 소련 붕괴 이후, 러시아에서 처음 개최되는 올림픽이다.
- 이번 대회에서 12개의 세부 종목이 새로 추가가 되었다.
- 대회 개막 전 소치와 가까운 볼고그라드에서 테러가 발생해 안보 불안 문제가 고조되었다.
- 개막식 중 오륜기가 제대로 만들어지지 않는 사태가 발생하였고, 이후 폐막식에서 이 상황을 재치있게 풍자하는 장면이 추가되었다.
- 올림픽 기간 중, 개최지 소치의 기온이 영상으로 올라가는 일이 있었다. 이는 경기장 눈 상태에 영향을 미쳤다.
- 쇼트트랙에서 메달리스트를 포함한 많은 선수들이 혼자 넘어지는 사고가 잦았다. 이로써 아이스버그 스케이팅 팰리스 경기장의 빙질 상태가 논란이 되었다.
- 스피드 스케이팅에서 네덜란드가 남자 5,000m, 남자 500m, 여자 1,500m, 남자 10,000m에서 금,은,동메달을 모두 휩쓸었다. 또한 네덜란드는 스피드 스케이팅에서만 금 8, 은 7, 동 8개를 획득하였다. 이는 네덜란드가 이 대회에서 얻은 메달 중 동메달을 하나 뺀 것이다.
- 2월 15일 경기에서는 2013년 첼랴빈스크 운석 낙하 1주년을 기념하여 수상자에게 떨어진 운석으로 만든 특별 금메달을 수여하였다.
- 안현수가 2011년에 러시아에 귀화한 후, 남자 1,000m에서 2006년 동계 올림픽이후 8년만에 올림픽 금메달을 획득했다. 또한 대한민국 남자 쇼트트랙이 많이 부진하자 대한빙상경기연맹이 다시 많은 비난을 받았다.
- 대한민국 남자 스피드스케이팅 팀추월에서 은메달을 확득하여 올림픽에서 대한민국이 유일하게 남자 종목 메달을 획득하였다.
- 대한민국이 여자 컬링에서 올림픽 첫 출전이지만 3승이라는 큰 성과를 냈다. 이 대회에서 컬링에 대한 관심이 많아졌다.
- 김연아가 이 대회를 끝으로 올림픽 무대에서 은퇴하게 된다.

## 사건 및 논란

### 개막식과 관련된 논란
개막식 도중에 오륜기를 펼치는 과정에서 아메리카 대륙을 상징하는 빨간색 링 부분이 펴지지 않아서 '사륜기'라고 조롱을 받았다. 이러한 사고에 대해 개막식 총연출자를 맡았던 콘스탄틴 에른스트는 오히려 미완성은 당연하다고 기자회견에서 밝혀 많은 비난을 받게 되었다.

### 러시아 반동성애법 관련 논란
서방권 국가들의 지도자들과 기업, 러시아 내의 시민단체, 서방권 국가들의 시민 단체들이 러시아의 동성애 선전 금지법에 항의했다.

### 편파 판정/심판진 논란
여자 피겨스케이팅 싱글 부문에서 러시아의 아델리나 소트니코바가 금메달리스트가 된 것에 심판 채점의 공정성에 대한 논란이 있었다.
이에 대해 21일 국제빙상연맹 측은 공식 입장을 내고 "여성 프리 스케이팅에 대한 공식 항의를 받은 바가 없으며, 국제빙상연맹 피겨스케이팅 심판 시스템의 높은 질과 무결성을 확신한다"며 국제빙상연맹의 김연아 선수 채점에 문제가 없다는 입장을 발표했다.
이에 대해 러시아 시각으로 21일, 대한빙상경기연맹은 국제빙상연맹 측에 공식적으로 여자 싱글 피겨스케이팅 경기가 전반적으로 정당하게 치루어졌는지에 대한 확인을 요청하였다.

### 러시아의 도핑 스캔들
과거 러시아 반도핑 기구(RUSADA) 산하 모스크바 반도핑 연구소의 소장을 역임했던 그리고리 롯첸코프는 2014년 12월에 독일 방송사 ARD에 러시아 정부가 2014년 소치 동계 올림픽에서 국가 차원의 도핑 스캔들을 일으켰다는 사실을 폭로했다. 러시아는 2014년 소치 동계 올림픽에서 금메달 13개, 은메달 11개, 동메달 9개로 종합 순위 1위에 올랐지만 러시아 정부가 주도한 국가 차원의 도핑 스캔들이 폭로된 이후에 금메달 2개, 은메달 2개를 박탈당했다.
그리고리 롯첸코프는 2016년 5월에 미국 신문 《뉴욕 타임스》에 이와 같은 사실을 다시 한번 폭로했고 러시아 정부로부터 신변 위협을 받은 이후에는 미국으로 피신하게 된다. 롯첸코프의 증언에 따르면 러시아 연방보안국(FSB) 요원들이 러시아 선수단의 도핑 샘플 바꿔치기에 개입했으며 2014년 소치 동계 올림픽에서 메달을 획득한 러시아 선수 가운데 상당수가 도핑 위반 혐의에 연루되었다고 한다.
캐나다 출신의 법학 교수인 리처드 매클래런은 세계반도핑기구(WADA)의 의뢰를 받아 진행된 독립 조사를 통해 목격자의 증언, 수천 건에 달하는 문서 검토, 컴퓨터 하드 디스크 드라이브, 소변 샘플에 대한 법의학적인 분석, 개인 운동 선수의 실험실 분석 등을 통해 러시아에서 일어난 국가 차원의 도핑 스캔들과 관련된 증거를 찾아냈다.
리처드 매클래런은 2016년 7월에 공개된 제1차 매클래런 보고서를 통해 37명의 러시아 선수들이 일명 "귀부인 작전"에 연루되었다는 사실을 밝혀냈다. 이 보고서에 따르면 러시아 연방보안국 요원들은 2014년 소치 동계 올림픽 기간 동안에 러시아 선수들에게 금지 약물 성분이 들어간 칵테일을 마시도록 명령한 다음에 금지 약물 성분에 오염된 소변 샘플을 깨끗한 소변 샘플로 바꿔치기하거나 도핑 샘플을 조작하는 수법을 벌였다고 한다. 리처드 매클래런은 2016년 12월에 공개된 제2차 매클래런 보고서를 통해 2011년부터 2015년까지 1,000명 이상에 달하는 러시아 선수들이 도핑 스캔들에 연루되었다는 사실을 밝혀냈다.
러시아는 국가 차원의 도핑 스캔들과 관련된 여파로 인해 2016년 리우데자네이루 하계 올림픽에서는 일부 종목에 한정하여 참가가 금지되었다. 국제 올림픽 위원회는 2017년 12월 5일에 실시된 투표를 통해 러시아 올림픽 위원회에 자격 정지 처분을 내리는 한편 러시아 출신 선수들이 2018년 평창 동계 올림픽에서 러시아 명의로 참가하는 것조차 금지시켰다. 이에 따라 러시아는 2018년 평창 동계 올림픽에서 러시아 출신 선수단 명의로 참가했다.

## 같이 보기
- 2014년 동계 패럴림픽